# Вибір країни-господаря чемпіонату Європи з футболу 2012

Логотип заявки Польщі та України на Євро-2012

Вибір країни-господаря чемпіонату Європи з футболу 2012 тривав з 2005 по 2007 рік. Переможця було оголошено 18 квітня 2007 у місті Кардіффі (Уельс). Ним стала спільна заявка Польщі та України

## Історія
На початку було відібрано 5 заявок на проведення, представлені 7 країнами: Хорватія/Угорщина (спільна заявка), Греція, Італія, Польща/Україна (спільна заявка) та Туреччина.

Оприлюднення Мішелем Платані результатів голосування

8 листопада 2005 комітет УЄФА зменшив кількість заявок до 3-х шляхом голосування:
- Італія (11 голосів)
- Хорватія/  Угорщина (9 голосів)
- Польща/  Україна (7 голосів)
- Греція (2 голоси)
- Туреччина (6 голосів)

31 травня 2006 завершено 2 фазу відбору шляхом подання детальнішої інформації країнами-учасницями.

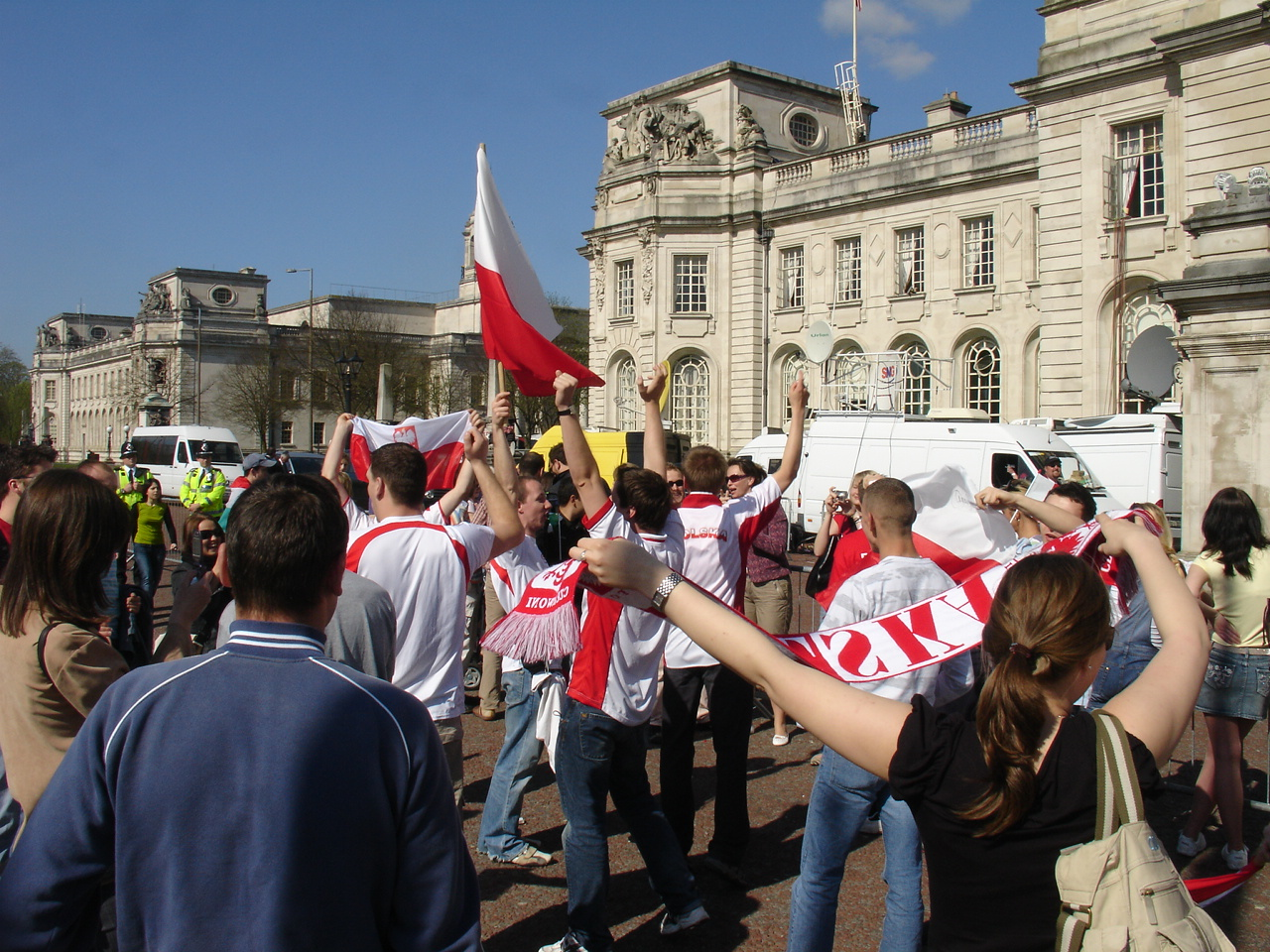
Радість поляків у Кардіффі після оголошення результатів голосування

Право прийняти чемпіонат Європи з футболу 2012 року надано Україні і Польщі. Про це оголосив 18 квітня 2007 президент УЄФА Мішель Платіні на церемонії у місті Кардіффі . Як стало відомо, Україна і Польща одержали 8 голосів членів виконкому УЄФА, перемігши вже в першому турі голосування.
Долю чемпіонату Європи 2012 року визначали 12 осіб: Мішель Платіні (Франція), Герхард Майєр-Форфельдер (Німеччина), Сенеш Ерзік (Туреччина), Пер-Равно Омдаль (Норвегія), Анхель Марія Вільяр Льона (Іспанія), Джеффрі Томпсон (Англія), Меттью Спренгерс (Нідерланди), Маріос Лефкарітіс (Кіпр), Джозеф Міфсуд (Мальта), Жилберту Мадаїл (Португалія), Мірча Санду (Румунія) і В'ячеслав Колосков (Росія).
Україна і Польща одержали вісім голосів із дванадцяти, перемігши, таким чином, у першому турі голосування. Лише чотири члени виконавчого комітету підтримували Італію. За неофіційними даними Італію підтримали Майєр-Форфєльдер (Німеччина), Льона (Іспанія), Томпсон (Англія) і Спренгерс (Нідерланди)[джерело?].
Мішель Платіні, обраний президентом УЄФА за підтримки федерації зі Східної Європи, також не мав нічого проти українсько-польської заявки. Ще до виборів на пост глави УЄФА, Платіні говорив, що ставить за мету своєї програми поширення футболу у Східну Європу. Принаймні, розкриваючи пакет, де було написано назву переможця, етнічний італієць Платіні задоволено посміхався.
| Кандидат           | Попередня атестація | Перше голосування | Друге голосування |
| ------------------ | ------------------- | ----------------- | ----------------- |
| Польща/ Україна    | +                   | 7                 | 8                 |
| Італія             | +                   | 11                | 4                 |
| Хорватія/ Угорщина | +                   | 9                 | 0                 |
| Туреччина          | +                   | 6                 | —                 |
| Греція             | +                   | 2                 | —                 |
| Азербайджан        | ×                   | —                 | —                 |
| Румунія            | ×                   | —                 | —                 |
| Росія              | ×                   | —                 | —                 |

### Реакція вПольщітаУкраїні

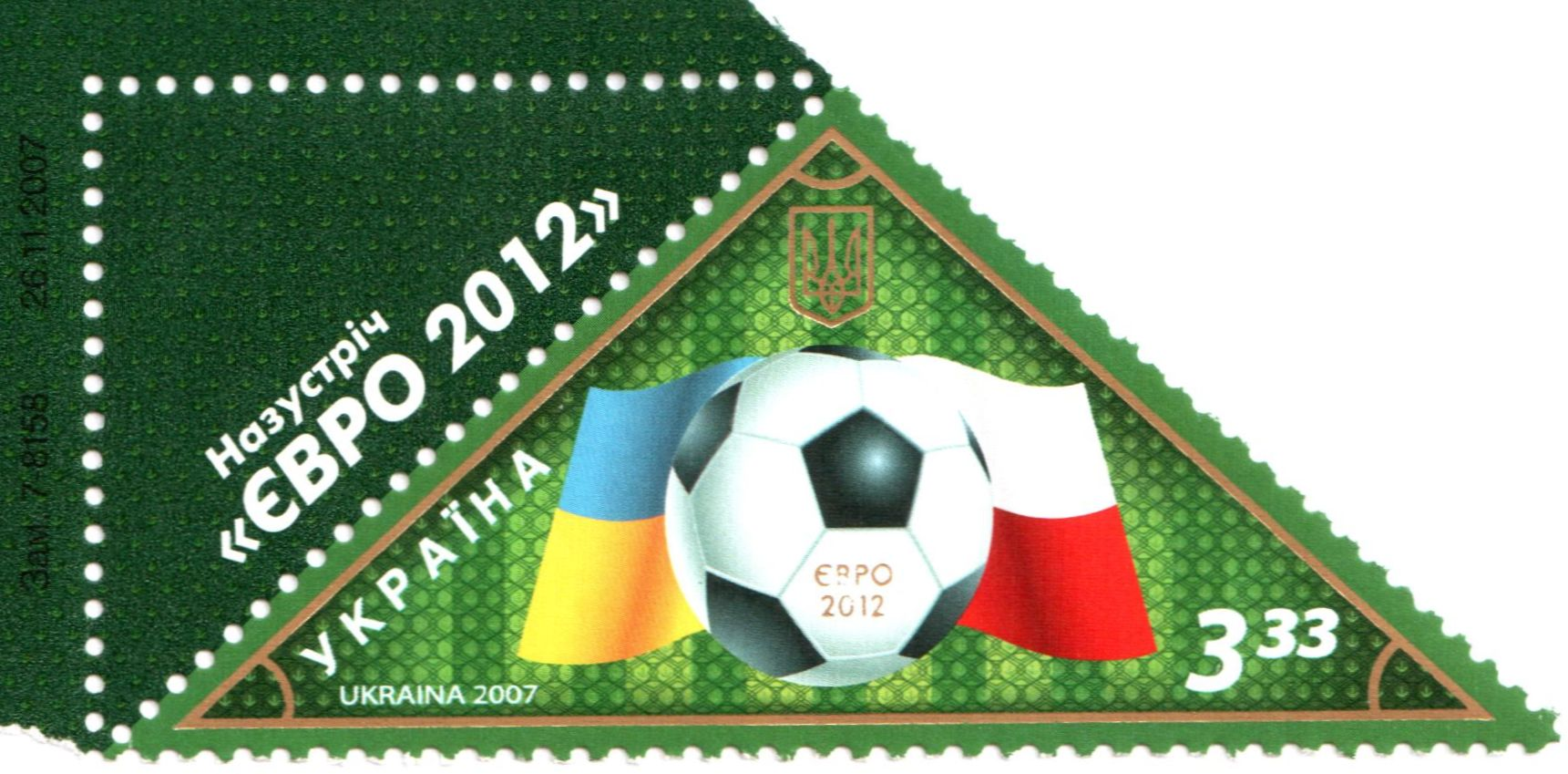
Марка України «Назустріч Євро 2012»

Польська преса перебувала в стані ейфорії після того, як УЄФА обрав тандем Польща-Україна для проведення чемпіонату Європи 2012 року.
Газети вийшли з такими заголовками: Кардиффське диво, Євро-тріумф, Євро-ейфорія, Мрія перемогла. У правому виданні Дзенник говориться: «Це перемога нокаутом: Польща й Україна одержали вісім голосів, а горда Італія — всього чотири».
Те ж видання перелічує ті блага, що одержить Польща в зв'язку з прийдешньою першістю Європи: «20 тисяч робочих місць, нові дороги, що їх муситиме побудувати наша влада, готелі, сучасні аеропорти…»
Католицьке видання Наш Дзеннік будує оптимістичні плани на майбутнє: «Із учорашнього дня ми знаємо, що в найближчому майбутньому Польща стане іншою країною. Ми зробимо гігантський крок уперед. Розвиватися буде не тільки спорт, але й економіка. Це історичний момент, особливо для України, що бовтається між Росією і Євросоюзом».
«Україна і Польща: подих на двох, перемога на двох», — з таким центральним заголовком і з логотипом двома мовами вийшов свіжий номер найпопулярнішої в Польщі газети — Gazeta Wyborcza.
«Ще недавно наші київські знайомі жартома називали вищим досягненням України за 16-річну незалежність перемогу Руслани на пісенному конкурсі Євробачення три роки тому», — пише видання.
«Якщо серйозно, то такою подією, напевно, була Помаранчева революція… Але в українців є й інші причини пишатися своєю країною. Це і поетеса Ліна Костенко, номінована на Нобелівську премію, і футболіст Андрій Шевченко і боксери брати Клички, і космічні досягнення, і смачна кухня, і найбільші літаки у світі — Ан-225. Ну і найкрасивіші дівчата на весь СРСР, як і раніше небезпідставно вважалося».
„Є в сусідів приводи і для розчарувань: корупція, бюрократія, нечистоплотні політики, олігархи, — додає Gazeta Wyborcza. — Але в України є чудовий шанс. Шлях до Євросоюзу може прокласти Євро-2012. Сподіваємося, що українці вчинять відповідно до їхнього улюбленого прислів'я: «Українець довго запрягає, але швидко їде»“.

### Реакція інших претендентів на проведення Євро-2012
- Італія. Після того, як стало відомо, що Євро-2012 відбудеться в Польщі й Україні, представники Італії виглядали вкрай пригнічено. Згодом глава італійської футбольної федерації Джанкарло Абате назвав рішення УЄФА політичним.[4] «Я досить розчарований. Ми дуже багато працювали над своєю заявкою з особливим ентузіазмом», — сказав Марчелло Ліппі, тренер команди, що останньою вигравала Кубок світу.
- Угорщина. Прем'єр-міністр Угорщини Ференц Дюрчань, коментуючи прийняте рішення УЄФА надати право на проведення Євро-2012 Україні і Польщі, заявив, що, на його думку, на рішення УЄФА вплинули якісь «економічні фактори».[4] «Я дуже розчарований. Я б не хотів несправедливо обвинувачувати чиновників УЄФА, але я думаю, що це, можливо, економічні фактори зіграли роль у виборі країн, котрі приймуть чемпіонат», заявив Дюрчань телефоном з Кардіффа в інтерв'ю угорському інформагентству MTI.
- Хорватія. Президент хорватської Футбольної Асоціації Владко Маркович потрапив під потужній тиск з боку уряду і громадськості, після провалу заявки на проведення Євро-2012. Місцеві ЗМІ охарактеризували те, що сталося в Кардіффі як плювок в обличчя країни. «Ми шоковані цим дуже дивним рішенням», — сказав Маркович репортерам у Загребі після перемоги заявки Польщі й України в тендері відносно Євро-2012. Маркович стверджує, що ще в понеділок їхні спільна з Угорщиною й італійська заявки були фаворитами на організацію чемпіонату. «У понеділок ми довідалися, що підкомітет УЄФА назвав фаворитами нашу й італійську заявки, у той час як Україна і Польща оцінювалися як аутсайдери тендера. Те, що трапилося після цього, ми не можемо ніяк зрозуміти», — повідомив хорватський чиновник.